# For Whom the Bell Tolls
«For Whom the Bell Tolls» — пісня американського хеві-метал гурту Metallica. перший реліз на другому альбомі гурту, Ride the Lightning (1984). Elektra Records також видала цю пісню, як промозапис (промосингл), з редагованою і з повною версією. Ця пісня загалом вважається однією з найпопулярніших Metallica; до березня 2018 року він посів п'яте місце за кількістю живих виступів гурту. Кілька концертних альбомів і відеоальбомів містять пісню.

## Композиція
На написання пісні надихнула однойменна книга Ернеста Хемінгуея 1940 року про процес смерті в сучасній війні та криваву громадянську війну в Іспанії. Конкретні натяки зроблені на сцену, описану в розділі 27 книги, у якій п’ять солдатів знищені під час авіаудару після того, як вони зайняли оборонну позицію на пагорбі.
Кліфф Бертон грає вступ на бас-гітарі з сильним дисторшном і wah педаллю. Він написав інтро ще задовго до прийняття в Metallica і вперше зіграв це під час 12-хвилинного джему на битві гуртів з його другою групою Agents of Misfortune в 1979 році. Часто слухачі можуть переплутати гітару і бас-гітару на початку пісні.

За словами Кірка Геммета, Бертон регулярно грав вступний басовий риф, коли вони тусувались у готельному номері. Гітарист згадував Rolling Stone у 2014 році: 
«Він носив із собою акустичну класичну гітару, яку він розстроїв (detuned), щоб міг згинати струни. У будь-якому випадку, коли він грав цей риф, я думав: «Це такий дивний, атональний риф, який зовсім не важкий».

«Я пам’ятаю, як він зіграв її для Джеймса (Хетфілд, вокал), і Джеймс додав до неї той акцент, і раптом усе змінилося», — додав Хаммет. «Це такий божевільний риф. Досі я думаю: «Як він це написав?» Щоразу, коли я зараз чую, це схоже на: «Добре, Кліфф удома».

## Список композицій
| Рекламний 12-дюймовий сингл | Рекламний 12-дюймовий сингл      | Рекламний 12-дюймовий сингл |
| #                           | Назва                            | Тривалість                  |
| --------------------------- | -------------------------------- | --------------------------- |
| 1.                          | «For Whom the Bell Tolls» (Edit) | 3:59                        |
| 2.                          | «For Whom the Bell Tolls»        | 5:11                        |

## Учасники запису
- Джеймс Хетфілд — гітара, вокал
- Кірк Хеммет — соло-гітара
- Кліфф Бертон — бас-гітара
- Ларс Ульріх — ударні